# Kundelbaach
Der Kundelbaach ist ein gut einen Kilometer langer Bach in der  wallonischen Provinz Luxemburg. Er ist ein rechter und südwestlicher Zufluss der Drouattert.

## Verlauf
Der Kundelbaach entspringt auf einer Höhe von etwa 358 m O.P. nordwestlich von Thiaumont. Er fließt zunächst etwa zweihundert Meter in nordöstlicher Richtung durch ein kleines Wäldchen und vereinigt sich dann mit einem nördlichen Quellast. Gut dreihundert Meter bachabwärts wird er auf seiner rechten Seite von einem Waldbächlein gespeist. Der Kundelbaach unterquert nun die Rue de l'Église und mündet er schließlich auf einer Höhe von etwa 332 m O.P. von rechts in  die Drouattert.